# Березнегуватське лісове господарство
ДП «Березнегуватське лісове господарство» — державне підприємство, підпорядковане Миколаївському обласному управлінню лісового та мисливського господарства, підприємство з вирощування лісу, декоративного садивного матеріалу, виготовлення пиломатеріалів.

## Лісництва
- Березнегуватське
- Снігурівське
- Маліївське
- Мурахівське

## Керівництво
- Полегкий Микола Олексійович — директор